# KinKi Kidsのブンブブーン
『KinKi Kidsのブンブブーン』（キンキキッズのブンブブーン）は、フジテレビ系列で2014年10月26日から2024年3月30日まで日曜昼枠や土曜昼枠に放送されていたバラエティ番組。KinKi Kidsの冠番組。

## 概要
KinKi Kidsがゲストのやりたいことにつきあい“おもてなし”する、「インドア派」な印象が強い2人にとっては16年ぶりの全編ロケバラエティ番組。1996年10月からの『LOVE LOVE あいしてる』、2001年4月からの『堂本兄弟』および2004年からの『新堂本兄弟』とフジテレビ系で18年続いてきた夜の音楽番組に代わり、新しく昼に放送されるKinKi Kidsの冠番組である。前番組までの音楽要素が廃されてロケ形式のバラエティ番組となったが、『LOVE LOVE』から『堂本兄弟』の流れを汲んでいるため、『MUSIC FAIR』『FNS歌謡祭』などの音楽番組を手掛けるスタッフによって制作されている。
開始当初は、2人が運転する車にゲストが乗車してロケ地に向かうまでのトークも見どころの1つとなっていたが、数回で行われなくなり、KinKi Kidsの2人のオープニングトークから始まる形式に変更した。また初期には「迷い店」「自腹プレゼントショッピング」など特定のコーナーが放送されていたが、スタッフと光一との話し合いの結果、2015年4月放送分より行われなくなり、現在の「ゲストのやりたいことを一緒に体験する」形式となった。行く先々で立ち寄るお店の取材・撮影交渉も2人が行う。
フジテレビ（関東地区）では放送開始から2018年3月25日までは毎週日曜日 13:30 - 14:00（JST）に放送されていたが、2018年4月14日より放送日時が毎週土曜日 11:21 - 11:50（JST）に移動した。さらにその後、2020年4月4日からは毎週土曜日 11:05 - 11:50（JST）に移動・放送時間拡大となった。2023年10月7日からは、かつての放送時間帯である毎週土曜日 11:21 - 11:50（JST）に再び移動することとなった。
また、テレビ情報誌『TVnavi』では2014年12月号から毎号本番組のレポートが掲載されている。
2019年5月25日 10:25 - 11:50（JST）には『KinKi Kidsのブンブブーン ご飯のおともは オレコレ!SP』と題し、番組初となる85分の拡大スペシャルが放送された。
番組のタイトルコールは2014年10月26日放送分と2014年11月2日放送分のみ初代ナレーションの伊藤利尋が担当したが、2014年11月16日放送分からはKinKi Kidsが担当する様になった。
2020年4月11日放送分から2020年10月31日放送分までは新型コロナウイルス感染拡大防止の観点から屋外ロケが休止になり、KinKi Kidsとゲストが都内のスタジオから、佐野が都内のホテルの部屋からそれぞれマスクを着用し、リモート収録で出演した。2020年11月7日放送分からは感染対策を徹底した上で、原則マスク着用での屋外ロケが再開された。2022年9月10日放送分以降、屋外ロケは引き続きマスク着用で実施するが、屋内ロケではアクリル板を設置した上でマスクを外して収録する事も可能になった。
2020年12月26日・2021年12月25日 10:55 - 11:50（JST）には55分の拡大スペシャルが放送された。
2021年7月21日、番組公式InstagramとTwitterが開設された。
2022年5月14日から、TVerやFOD、GYAO!で見逃し配信が開始。
2024年3月30日の放送をもって終了し、約9年半の歴史に幕を下ろした。また本番組の終了に伴い、1996年10月開始の『LOVE LOVE あいしてる』から続いてきたKinKi Kidsのフジテレビ系番組レギュラー出演記録が約27年半で途切れる形となった。

## 出演者
- 表記がない人物は、フジテレビアナウンサー。

### 現在

#### MC
- KinKi Kids（堂本光一・堂本剛）

#### ナレーション
- 伊藤利尋（初代・5代目ナレーション）
- 佐野瑞樹（4代目・6代目ナレーション）

#### 進行役
- 黒瀬翔生（2021年10月 - ）
- 佐野瑞樹（2022年7月16日 - ）
- 堤礼実（2022年8月27日 - ）
- 伊藤利尋（2022年10月22日 - ）

### 過去

#### レギュラー
- 榎並大二郎
- 中村光宏（2022年4月16日 - 2022年4月30日）

#### ゲスト
- 放送リストを参照

## 放送リスト
放送日はフジテレビ（関東地区）での放送日。

## ネット局
| 放送対象地域   | 放送局                    | 系列                          | 放送日時                     | 放送期間                       | 備考       |
| -------------- | ------------------------- | ----------------------------- | ---------------------------- | ------------------------------ | ---------- |
| 関東広域圏     | フジテレビ（CX）          | フジテレビ系列                | 土曜 11:05 - 11:50           | 2014年10月26日 - 2024年3月30日 | 制作局     |
| 島根県・鳥取県 | さんいん中央テレビ（TSK） | フジテレビ系列                | 土曜 11:05 - 11:50           | 2021年11月6日 - 2024年3月30日  | 同時ネット |
| 熊本県         | テレビくまもと（TKU）     | フジテレビ系列                | 火曜 1:25 - 2:05（月曜深夜） | 2014年11月2日 -                |            |
| 中京広域圏     | 東海テレビ（THK）         | フジテレビ系列                | 土曜 10:25 - 11:10           | 2014年11月2日 -                | [ 注 19 ]  |
| 長崎県         | テレビ長崎（KTN）         | フジテレビ系列                | 日曜 1:45 - 2:30（土曜深夜） | 2014年11月3日 -                | [ 注 20 ]  |
| 広島県         | テレビ新広島（tss）       | フジテレビ系列                | 木曜 1:05 - 1:50（水曜深夜） | 2014年11月4日 -                | [ 注 21 ]  |
| 高知県         | 高知さんさんテレビ（KSS） | フジテレビ系列                | 火曜 1:05 - 1:50（月曜深夜） | 2014年11月4日 -                | [ 注 22 ]  |
| 北海道         | 北海道文化放送（uhb）     | フジテレビ系列                | 金曜 0:35 - 1:20（木曜深夜） | 2014年11月4日 -                | [ 注 23 ]  |
| 長野県         | 長野放送（NBS）           | フジテレビ系列                | 水曜 1:05 - 1:50（火曜深夜） | 2014年11月4日 -                | [ 注 24 ]  |
| 近畿広域圏     | 関西テレビ（KTV）         | フジテレビ系列                | 火曜 1:25 - 2:10（月曜深夜） | 2014年11月4日 -                | [ 注 25 ]  |
| 静岡県         | テレビ静岡（SUT）         | フジテレビ系列                | 木曜 0:25 - 1:10（水曜深夜） | 2014年11月6日 -                | [ 注 26 ]  |
| 岩手県         | 岩手めんこいテレビ（mit） | フジテレビ系列                | 木曜 0:25 - 1:10（水曜深夜） | 2014年11月6日 -                | [ 注 27 ]  |
| 福島県         | 福島テレビ（FTV）         | フジテレビ系列                | 土曜 0:55 - 1:40（金曜深夜） | 2014年11月7日 -                | [ 注 28 ]  |
| 佐賀県         | サガテレビ（STS）         | フジテレビ系列                | 土曜 16:40 - 17:25           | 2014年11月7日 -                | [ 注 29 ]  |
| 岡山県・香川県 | 岡山放送（OHK）           | フジテレビ系列                | 土曜 16:45 - 17:30           | 2014年11月8日 -                | [ 注 30 ]  |
| 鹿児島県       | 鹿児島テレビ（KTS）       | フジテレビ系列                | 木曜 0:55 - 1:40（水曜深夜） | 2014年11月12日 -               | [ 注 31 ]  |
| 沖縄県         | 沖縄テレビ（OTV）         | フジテレビ系列                | 月曜 1:00 - 1:45（日曜深夜） | 2014年11月14日 -               | [ 注 32 ]  |
| 宮城県         | 仙台放送（OX）            | フジテレビ系列                | 水曜 0:25 - 1:10（火曜深夜） | 2014年11月16日 -               | [ 注 33 ]  |
| 新潟県         | NST新潟総合テレビ（NST）  | フジテレビ系列                | 木曜 1:25 - 2:10（水曜深夜） | 2014年11月18日 -               | [ 注 35 ]  |
| 秋田県         | 秋田テレビ（AKT）         | フジテレビ系列                | 日曜 1:45 - 2:30（土曜深夜） | 2015年1月6日 -                 | [ 注 36 ]  |
| 青森県         | 青森放送（RAB）           | 日本テレビ系列                | 日曜 1:45 - 2:30 (土曜深夜） | 2014年12月2日 -                |            |
| 大分県         | テレビ大分（TOS）         | 日本テレビ系列 フジテレビ系列 | 不定期放送                   | 2014年11月9日 -                |            |

### ネット配信
- 2022年5月14日放送分より、TVer、FOD、GYAO!で見逃し配信開始。当日の放送分が地上波放送終了後に一週間限定で配信される。
- なお、2022年5月14日放送分からの過去の放送回はFOD限定で無料配信期間終了後も独占配信している。

| 配信期間        | 配信時間        | 配信サイト     | 備考                 |
| --------------- | --------------- | -------------- | -------------------- |
| 2022年5月14日 - | 土曜 11:50 更新 | TVer FOD GYAO! | 最新話限定で無料配信 |

## スタッフ
- ナレーション：佐野瑞樹（フジテレビアナウンサー、4代目・現在6代目）【毎週】、杉原千尋（杉原→2023年4月-）【週替り】
- 制作統括：太田一平（2021年7月-、2019年4月27日-2020年9月、以前はCP）
- 構成：山内浩嗣、長谷川優、狩野孝彦、竹内浩平、板倉輝
- Special Thanks：高須光聖、津曲ラッキー（裕之）、福田雄一（全員→以前は構成）
- TP：斉藤伸介（以前はTD）
- CAM：袖垣竜也、大尾庸介、渡春男、加島祥太朗、塩野真紀、玉木政成、中嶋留威、平野善男
- 音声：山崎勝彦
- 照明：石井雄二郎、畑中悠佑、浅沼弘二
- 美術制作：楫野淳司
- アートコーディネーター：内山高太郎（以前は美術進行）
- 編集：財城敬、迫田香織、長池志文、山口香織、丸山美穂、渡邉遼、服部美里
- MA：石塚翔子、中村美来
- 音響効果：千本洋（デジタルサーカス）
- CG：秋里直樹
- ペイント：吉澤真純（IMAGICA）
- TK：槇加奈子
- 広報：長田裕依
- WEB MASTER：城増美（以前はWEB）
- メイク：大平真輝
- スタイリスト：渡邊（辺）奈央
- 技術協力：YBE（旧・トラッシュ）、IMAGICA、casino drive、デジタルサーカス
- 協力：MEW[注 37]、gusuku、E&W[注 38]、Orange
- デスク：富張明子
- ディレクター：嘉納一貴、阪本玲以、亀池晃弘、小野瀬瑞貴、桂亮太、小坂航
- 監修：城間康男
- プロデューサー：中村峰子（2019年4月27日-）、宇賀神裕子、加藤万貴（加藤→以前はAP）、中村和宏
- チーフプロデューサー・演出：浜崎綾[39]（2021年7月-、2021年6月までは演出・プロデューサー、以前は演出のみ）
- 制作：フジテレビ編成制作局制作センター第二制作室（旧バラエティ制作センター→制作局第二制作センター→編成局制作センター第二制作室）
- 制作著作：フジテレビ

### 過去のスタッフ
- ナレーション：伊藤利尋（初代・5代目）→中村光宏（2代目）→榎並大二郎（3代目）、堤礼実（堤→2022年1月-）
- MA：鈴木久美子
- CG：瀬井貴之、小倉敦之
- リサーチ：高木美嘉
- 広報：佐藤未郷、瀬川ネリ、藏内彩季子
- 協力：ジャニーズ事務所
- ディレクター：深澤ボン（深沢一浩、以前は演出）、日下真行、黒岩栄治、平田亮輔、橋本薫、島田和正
- 演出：松本真樹
- プロデューサー：加藤智章（加藤→途中から2019年4月20日まで）、松尾やす子
- チーフプロデューサー：三浦淳[3][12]、塩谷亮（塩谷→2019年4月27日-2021年6月）